# يه ديلاجي (فلم هندي)
يه ديلاجي هو فيلم بوليوود 1994 الرومانسية، التي تنتجها ياش شوبرا وإخراج ناريش مالهوترا تحت راية ياش راج فيلمز. فمن للتكيف من أودري هيبورن سابرينا الفيلم. انها النجوم أكشاي كومار، كاجول وسيف علي خان. كاريسما كابور لها مظهر خاص. رشح أكشاي كومار وأفضل ممثل وأفضل ممثلة لكاجول في حفل توزيع جوائز فيلم فير.

## قصة الفيلم
سابنا (كاجول)، ابنة سائق الأسرة سايغال، هي فتاة محبة للمتعة بسيطة، لكنها يحلم الثروات.
فيجاي (أكشاي كومار) وفيكي سايغال (سيف علي خان) على حد سواء ورثة صناعات سايغال. ومع ذلك، فيجاي ينفق كل وقته العمل وفيكي هو اللعوب. فيكي لا يلاحظ سابنا حتى أنها تصبح نموذجا ناجحا. ولكن نجاح سابنا لم يتغير وضعها. وقالت انها لا تزال ابنة السائق والسيدة شانتي ديفي قد نغفل الشؤون ابنها مع الفتيات الغنية ولكن ليس مع ابنة السائق. كما يحاول فيجاي للمساعدة، وقال انه يجد نفسه الوقوع في الحب مع سابنا، أيضا. قبل أن يفوت الأوان سابنا يقع في حب معه، أيضا، وفيجاي يقرر لهم أن يتزوج.
في عيد فيكي، وفيجاي يعود مع سابنا ويرى التغييرات أخيه. الرجل الذي اعتاد أن يكون اللعوب الآن لا يشرب الخمور والسجائر والدخان، أو مغازلة الفتيات. واحد فقط وقال انه يرى في قلبه سابنا، بسبب بيان لها قبل مغادرتها لبومباي. الحديث الأولاد قريبا حول الزواج: كلاهما يريد أن يتزوج سابنا. للأسف، فيكي يعتقد شقيقه يتحدث عن علاقته الخاصة معها. بغض النظر عن ما يقولون، وسوف أمهم (ريما Lagoo) لا تدع لهم الزواج منها بسبب حالة ثرواته.واحد بعد ظهر اليوم غرامة، فيكي ويخرج لتناول طعام الغداء مع فيجاي وسابنا. في منتصف رحلتهم، لديهم مخروق، ويحاول فيجاي لتصحيح الأمر. بدلا من ذلك، فواصل jackbox وفيكي تقدم للحصول عليه من مرآب لتصليح السيارات. سابنا يكتشف فيكي يريد أن يتزوجها في تلك المرحلة ويبدأ في البكاء، لذلك فيجاي يحاول تهدئة روعها من خلال منح لها عناق. فقط بعد ذلك، فيكي يصل ويدرك الحقيقة. انه يعود إلى أرض الوطن في حالة سكر. أمهم تمت زيارتها بما فيه الكفاية ويروي والد سابنا لأقول لها أن أعود إلى بومباي أو الحصول على النار.
قبل الحصول على أي أكثر ذليلة، سابنا يقول خالتها أن السبب الوحيد اقبلت كان بسبب فيجاي أجبرها حتى انه يمكن أن تسأل أمه إذا كانوا قد تتزوج وهي العواصف قبالة مع والدها، إلى محطة القطار. عندما يهدد فيكي على الانتحار إذا كانت لا تقبل سابنا وابنتها في القانون، يقبل والدته. عائدات سابنا وفيكي يضحي بحبه لأخيه. وينظر فيكي القيادة ويأتي عبر فتاة (كاريسما كابور). وقال انه يقع على الفور بالنسبة لها، وتقرر أن جعل لها رفيقه الحياة.

## الشخصيات
اكشاي كومار بدور فيجاي

سيف علي خان بدور فيكي

كاجول بدور سابنا

ريما لاجو بدور شانتي

سعيد جعفري بدور سيغال

دافين فيرما بدور بانيرجي

كارشما كابور ضهور خاص

## الجوائز والترشيحات
رشح أفضل ممثل اكشاي كومار

رشح أفضل مخرج موسيقي ديليب سين وسامران سين

رشح أفضل مغني ابهجت

رشح أفضل ممثلة كاجول

رشح أفضل شاعر غنائي سمير

## روابط خارجية
- مقالات تستعمل روابط فنية بلا صلة مع ويكي بيانات